# Кабанова, Алина Юрьевна
Али́на Ю́рьевна Каба́нова (род. 9 марта 1982, Севастополь, УССР, СССР) — российская и немецкая пианистка.

## Биография
Алина Кабанова родилась в 1982 году в Севастополе. После обучения в музыкальной школе имени Н. А. Римского-Корсакова Севастополя переехала в Москву в 1996 году, где продолжила обучение в ЦМШ в классе профессора В. В. Горностаевой. После окончания ЦМШ в 1999 году продолжила обучение в высшей школе музыки в Мюнстере. В 2004 году обучалась в Высшей школе музыки и театра Гамбурга у известного пианиста Евгения Королёва.
С 1999 года проживает в Германии.

## Концертная деятельность
С начала концертной деятельности сыграла более 1000 сольных концертов в России, странах Европы, США, Австралии. Выступала со многими симфоническими оркестрами — Берлинским филармоническим оркестром, Симфоническим оркестром Крымской филармонии, Национальным оркестром Лиона, и др. Сотрудничает с известными музыкантами — Виктором Третьяковым, Натальей Лихопой, Давидом Герингасом, Леонидом Десятниковым, Петру Мунтяну, солистами Большого театра и Мариинского театра.
В 2018 году основала "Фортепианную академию Алины Кабановой"
С 2020 года сотрудничает с известным кларнетистом Гиорой Фейдманом.

## Награды и заслуги
Международный конкурс пианистов в Лондоне (1998/ I)

## Дискография
Фирмой Oehms Classics выпущен сольный диск с произведениями И. С. Баха, Л. Бетховена, Р. Шумана
Franz Wüllner: Kammermusik